# Auriga de Delfos
Auriga de Delfos es la denominación historiográfica de una escultura griega del denominado estilo severo (transición entre la escultura arcaica y la clásica). Se realizó, en bronce, en el año 474 a. C., para conmemorar la victoria del tirano Polizalo de Gela en la carrera de cuadrigas de los Juegos Píticos (los que se celebraban en honor de Apolo en el santuario de Delfos). La figura formaba parte de un grupo más amplio, del que sólo quedan fragmentos de cuatro o seis caballos y un pequeño esclavo que se situaría ante ellos. Todo ello fue hallado en 1896 durante unas excavaciones en ese mismo lugar arqueológico. En la actualidad se expone en el Museo Arqueológico de Delfos.

## Aspectos técnicos

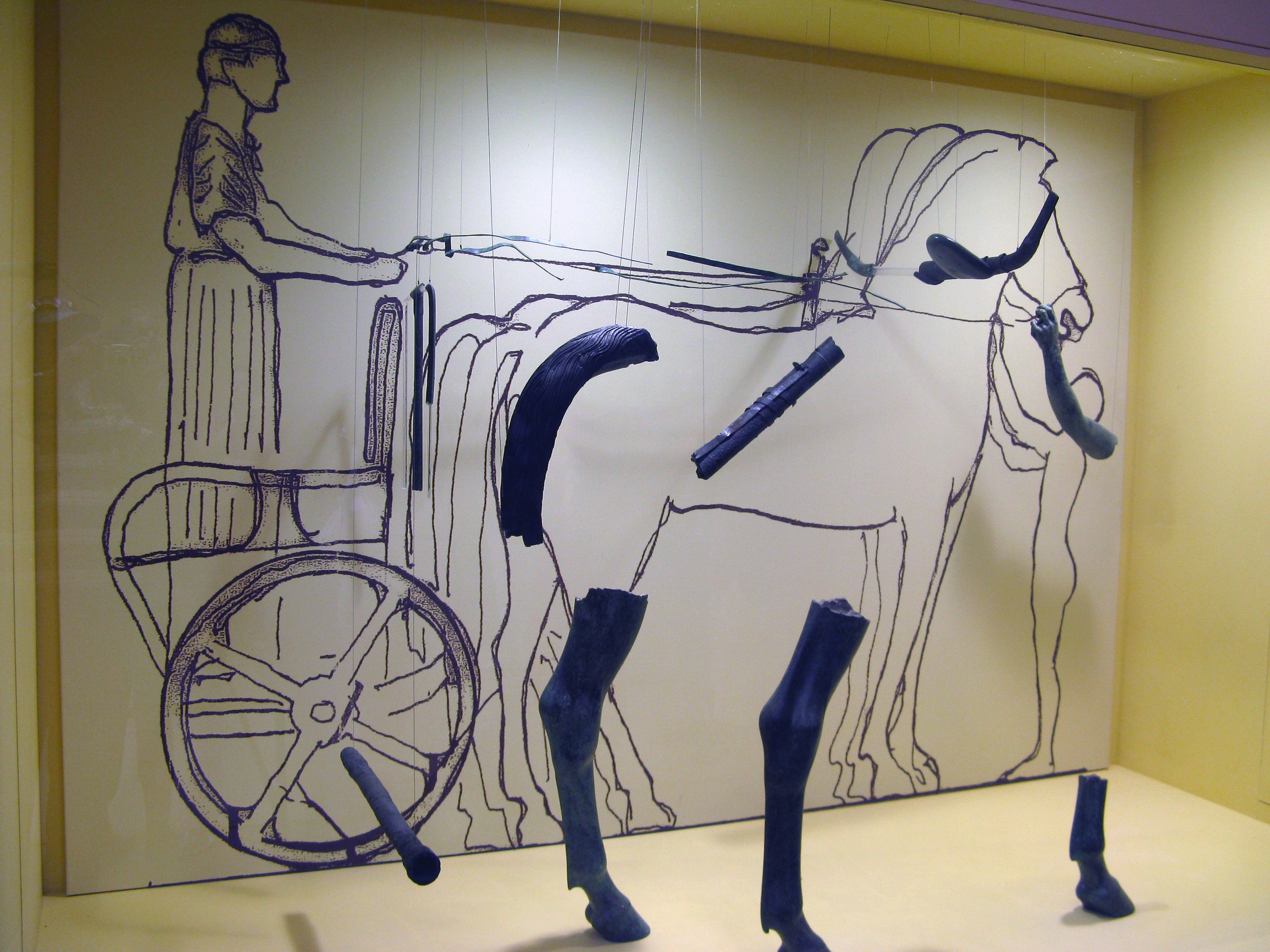
Los fragmentos dispuestos sobre una reconstrucción teórica de su estado originario.

La escultura mide 1'80, altura que, tradicionalmente, se ha pensado como de tamaño natural, pero debemos tener en cuenta que los aurigas, para tener más estabilidad y conseguir mayor velocidad sobre el carro, probablemente eran de una estatura menor. Se trata de una de las escasas esculturas originales en bronce que se conservan del mundo griego. El grupo estaría formado seguramente por el auriga que sostiene las riendas de la cuadriga, los cuatro o seis animales, un guerrero detrás de él, además de un mozo de cuadra. La escultura está fundida en varias piezas separadas y soldadas posteriormente, tal y como era costumbre en representaciones que incluían un número importante de figuras. 
Aunque vista de forma aislada presenta un aspecto diferente al que debía de dar en el conjunto, es posible señalar algunos rasgos esenciales. A primera vista, la figura erguida, con la larga túnica y la actitud impasible, recuerda mucho las esculturas arcaicas. Sin embargo, elementos como la marcada frontalidad que caracterizó a las esculturas arcaicas exentas, especialmente en los primeros tiempos, tiende aquí a desaparecer gracias a la introducción de matices que dotan a la figura de una mayor tridimensionalidad: los pies se sitúan oblicuamente respecto al cuerpo, el cual acentúa levemente la torsión lateral, de acuerdo con los brazos y cabeza; esta torsión se manifiesta en el juego de los pliegues de la túnica, ceñidos en la cintura y sueltos en el torso, crean un volumen que rompe con el hieratismo propio de épocas pasadas. Este movimiento es, no obstante, mínimo, muy lejos del que realmente podía mostrar un auriga sobre un carro, es decir, no se trata de una obra realista, naturalista o representativa. El rostro está de acuerdo con esa disposición corporal; mantiene un gesto sereno en el que ha desaparecido la sonrisa (propia también del periodo arcaico), para dar paso a una expresión centrada, que destaca en unas facciones geometrizadas, pero con una fuerte "carnosidad" en los elementos propios del rostro. Como en otras esculturas del periodo, aparte del bronce, se han utilizado otros materiales nobles, tanto en los ojos, elaborados con incrustaciones de piedras de color, como en la diadema, que conserva restos de plata. El cobre es el material empleado en los labios, confiriendo una mayor riqueza cromática.